# Riesz-Mittel
Das Riesz-Mittel ist eine bestimmte Mittelwert-Bildung für Werte in eine Reihe in der Mathematik. Sie wurden von Marcel Riesz 1911 als Verbesserung zum Cesàro-Mittel eingeführt. Das Riesz-Mittel sollte nicht mit dem Bochner-Riesz-Mittel oder dem Strong-Riesz-Mittel verwechselt werden.

## Definition
Gegeben sei eine Reihe {\displaystyle \{s_{n}\}}. Das Riesz-Mittel der Reihe ist definiert durch
{\displaystyle s^{\delta }(\lambda )=\sum _{n\leq \lambda }\left(1-{\frac {n}{\lambda }}\right)^{\delta }s_{n}}
Manchmal wird ein verallgemeinertes Riesz-Mittel definiert als
{\displaystyle R_{n}={\frac {1}{\lambda _{n}}}\sum _{k=0}^{n}(\lambda _{k}-\lambda _{k-1})^{\delta }s_{k}}
Dabei sind die {\displaystyle \lambda _{n}} eine Folge mit {\displaystyle \lambda _{n}\to \infty } und mit {\displaystyle \lambda _{n+1}/\lambda _{n}\to 1}, wenn {\displaystyle n\to \infty }. Die anderen {\displaystyle \lambda _{n}} sind beliebig.
Das Riesz-Mittel wird oft verwendet, um die Summierbarkeit von Folgen zu untersuchen. Üblicherweise untersuchen Sätze zur Summierbarkeit der {\displaystyle s_{n}=\sum _{k=0}^{n}a_{n}} für Folgen {\displaystyle \{a_{n}\}}. Normalerweise ist eine Folge summierbar, wenn der Grenzwert {\displaystyle \lim _{n\to \infty }R_{n}} vorhanden ist oder der Grenzwert {\displaystyle \lim _{\delta \to 1,\lambda \to \infty }s^{\delta }(\lambda )} existiert, obgleich die exakten Sätze zur Summierbarkeit oft noch zusätzliche Bedingungen voraussetzen.

## Spezialfälle
Sei {\displaystyle a_{n}=1} für alle {\displaystyle n}. Dann gilt
{\displaystyle \sum _{n\leq \lambda }\left(1-{\frac {n}{\lambda }}\right)^{\delta }={\frac {1}{2\pi i}}\int _{c-i\infty }^{c+i\infty }{\frac {\Gamma (1+\delta )\Gamma (s)}{\Gamma (1+\delta +s)}}\zeta (s)\lambda ^{s}\,ds={\frac {\lambda }{1+\delta }}+\sum _{n}b_{n}\lambda ^{-n}.}
Dabei muss {\displaystyle c>1} sein, {\displaystyle \Gamma (s)} ist die Gammafunktion und {\displaystyle \zeta (s)} ist die Riemannsche Zeta-Funktion. Es kann gezeigt werden, dass die Potenzreihe
{\displaystyle \sum _{n}b_{n}\lambda ^{-n}}
für {\displaystyle \lambda >1} konvergent ist. Es ist anzumerken, dass das Integral von der Form einer inversen Mellin-Transformation ist.
Ein anderer interessanter Fall, der mit der Zahlentheorie verknüpft ist, entsteht durch Setzen von {\displaystyle a_{n}=\Lambda (n)}, wobei {\displaystyle \Lambda (n)} die  Mangoldt-Funktion ist. Dann ist
{\displaystyle \sum _{n\leq \lambda }\left(1-{\frac {n}{\lambda }}\right)^{\delta }\Lambda (n)=-{\frac {1}{2\pi i}}\int _{c-i\infty }^{c+i\infty }{\frac {\Gamma (1+\delta )\Gamma (s)}{\Gamma (1+\delta +s)}}{\frac {\zeta ^{\prime }(s)}{\zeta (s)}}\lambda ^{s}\,ds={\frac {\lambda }{1+\delta }}+\sum _{\rho }{\frac {\Gamma (1+\delta )\Gamma (\rho )}{\Gamma (1+\delta +\rho )}}+\sum _{n}c_{n}\lambda ^{-n}.}
Erneut muss c > 1 sein. Die Summe über ρ ist die Summe über die Nullen der Riemannschen Zeta-Funktion und
{\displaystyle \sum _{n}c_{n}\lambda ^{-n}\,}
ist konvergent für ρ > 1.
Die Integrale, die hierbei auftreten ähneln dem Nörlund-Rice-Integral. Sie hängen über Perron's-Formel zusammen.